# Microregione di Guanambi
Guanambi è una microregione dello Stato di Bahia in Brasile, appartenente alla mesoregione di Centro-Sul Baiano.

## Comuni
Comprende 18 comuni:
- Caculé
- Caetité
- Candiba
- Guanambi
- Ibiassucê
- Igaporã
- Iuiú
- Jacaraci
- Lagoa Real
- Licínio de Almeida
- Malhada
- Matina
- Mortugaba
- Palmas de Monte Alto
- Pindaí
- Riacho de Santana
- Sebastião Laranjeiras
- Urandi